# Arbres lumineux
Arbres lumineux (également Signaux lumineux) est une œuvre de Takis. C'est l'une des œuvres d'art de la Défense, en France.

## Description
L'œuvre est située derrière la Grande Arche. Il s'agit d'une installation composée de plusieurs tiges métalliques, dont les extrémités sont munies de formes géométriques colorées et de feux clignotants, eux-mêmes de couleurs diverses.

## Historique
L'œuvre est installée en 1990. Une autre œuvre de Takis, Le Bassin, est installée à l'autre bout de l'esplanade, depuis 1988. Elle reprend le principe des tiges métalliques.